# کی اند ال گیتس
کی اند ال گیتس (به انگلیسی: K&L Gates) یک شرکت حقوقی چندملیتی است که در سال ۲۰۰۷ در پیتسبورگ تأسیس شد و دفتر مرکزی آن هم در همان شهر پیتسبورگ ایالت پنسیلوانیا قرار دارد. این شرکت بیش از ۲۰۰۰ وکیل در ۴۸ دفتر خود در کشورهای مختلف دارد.

## افراد مشهور
- اسلید گورتون عضو سابق مجلس سنای ایالات متحده آمریکا[۳][۴]
- دیک تورنبرگ دادستان سابق ایالات متحده آمریکا و دو دوره فرماندار پنسیلوانیا[۵][۶][۷]
- ریک سنتوروم سناتور سابق و نامزد حزب جمهوری‌خواه ایالات متحده آمریکا برای انتخابات ریاست جمهوری سال ۲۰۱۲[۸][۹]